# Francisca Mutapi
Francisca Mutapi est une biologiste zimbabwéenne, professeure en matière d'infection et d'immunité en santé mondiale, codirectrice de la Global Health Academy de l'université d'Édimbourg et directrice adjointe de l'unité de recherche en santé mondiale du National Institute for Health Research (en) sur la lutte contre les infections au profit de l'Afrique. Elle est la première femme noire connue pour avoir obtenu un poste de professeur à l'université d'Édimbourg.

## Enfance et éducation
Mutapi est née et a grandi au Zimbabwe. Elle a obtenu son diplôme de premier cycle en sciences biologiques en 1991 à l'université du Zimbabwe, remportant le prix du meilleur étudiant en BSc et le prix du meilleur étudiant BSc Honours en sciences biologiques. Elle a obtenu un doctorat en sciences biologiques à l'université d'Oxford, en tant que boursière Beit Trust.  Elle est diplômée du Linacre College d'Oxford.

## Carrière

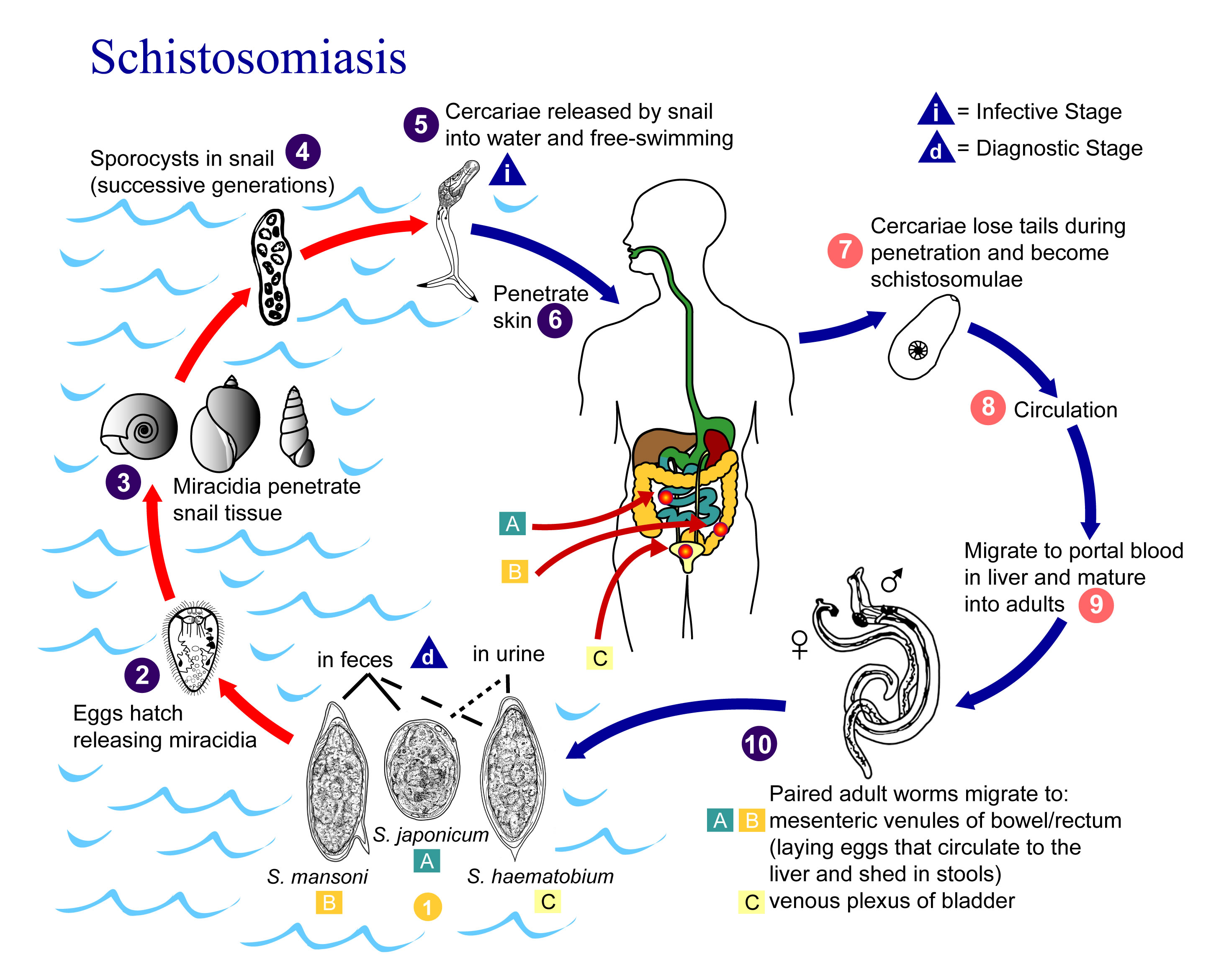
Le cycle de vie de la bilharziose (schistosomiase).

Après avoir obtenu son doctorat, la formation postdoctorale de Mutapi s'est déroulée à l'Institut de médecine tropicale d'Anvers de 1997 à 1999. Elle a ensuite été maître de conférence au St Hilda's College d'Oxford pour des cours de statistiques et de diesign expérimental en biologie. Toujours à Oxford, de 1999 à 2000, elle donne des cours sur les maladies infectieuses au Pembroke College, et de parasitologie moléculaire au département de zoologie,. Elle a également travaillé au Département de microbiologie du Birkbeck College de l'université de Londres (2001) et au Département d'études cliniques vétérinaires de l'université de Glasgow (2001-2002),.
En 2002, Mutapi a rejoint l'université d'Edimbourg pour une bourse de formation du Medical Research Council. En tant que chargée de conférences à l'École des sciences biologiques de l'Université d'Édimbourg, la recherche de Mutapi portait sur la santé mondiale et les maladies tropicales, se spécialisant en particulier dans l'étude de la bilharziose, une maladie causée par un ver parasite qui se développe chez les escargots. Son travail a contribué à donner la priorité à la bilharziose en tant que problème de santé publique par l'Organisation mondiale de la santé (OMS) et la société pharmaceutique Merck KGaA.
En 2012, Mutapi a été l'un des membres fondateurs de l'Académie des Jeunes de la Royal Society of Edinburgh. Elle a été élue membre de l'Académie africaine des sciences en 2015  et est membre de l'Académie des sciences du Zimbabwe.
Depuis 2017, Mutapi est professeure en infectiologie et immunité en santé mondiale. Depuis mars 2018, elle est aussi co-directrice de la Global Health Academy de l'Université d'Édimbourg,. Mutapi est également directeur adjoint de l'Unité de recherche en santé mondiale des NIHR TIBA (Tackling Infections to Benefit Africa), qui adopte une approche holistique de la mise en œuvre de la recherche sur les politiques factuelles dans les pays africains, en tenant compte de la science, des défis technologiques et de la socio-économie.
Elle obtient la médaille David Livingstone Medal du Royal College of Physicians and Surgeons de Glasgow en 2016. En 2018, Mutapi a reçu le Chancellor's Award for Impact (Prix 2017) de l'université d'Édimbourg en reconnaissance de son travail sur le traitement de la bilharziose. L'année suivante, Mutapi a été nommée membre du conseil consultatif du Royaume-Uni Global Challenges Research Fund.

### Titres honorifiques
- Depuis 2017, professeur honoraire du College of Health Sciences (Université du KwaZulu-Natal, Afrique du Sud).
- Depuis 2016, chercheur invité du Nuffield Department of Medicine (université d'Oxford).

## Recherche
Le laboratoire de Mutapi à l'Université d'Édimbourg, le Parasite Immuno-epidemiology Group, étudie les réponses immunitaires aux helminthes chez les individus et les populations, principalement en Afrique.
De plus, ses recherches visent à développer une formulation de praziquantel, le seul médicament efficace contre l'infection à la schistosomiase, pour les enfants. Actuellement, le médicament est une grosse pilule que les enfants des zones à haut risque ont du mal et sont souvent réticents à prendre.
Il n'existe actuellement aucun vaccin contre les infections par les vers helminthes, y compris la bilharzia. Mutapi est une pionnière des approches protéomiques pour développer de nouveaux vaccins candidats pour ces parasites. Cela implique l'utilisation de la spectrométrie de masse pour trouver des antigènes parasites (protéines qui activent une réponse immunitaire adaptative) qui sont des ingrédients pour des vaccins efficaces.
Dans les régions les plus pauvres de l'Afrique, la co-infection par plusieurs agents pathogènes différents est courante. Mutapi a fait œuvre de pionnier dans la recherche de nombreux exemples de cela, tels que les co-infections du paludisme et de la schistosomiase, et les infections par plusieurs espèces différentes de Plasmodium.

### Sociétés savantes
Francisca Mutapi a été élue dans plusieurs sociétés savantes dont :
- Royal Society of Edinburgh (FRSE)

## Vie privée
Mutapi est mariée à Mark Woolhouse, professeur d'épidémiologie des maladies infectieuses. Ils ont une fille.
En plus de son travail scientifique, Mutapi est une artiste peintre, utilisant les fonds de son travail pour soutenir l'éducation au Zimbabwe,.